# Katalin Bárány
Katalin Bárány, coniugata Cselkóné (Budapest, 5 maggio 1935 – Londra, agosto 2000), è stata una cestista ungherese.
Era la moglie di Tibor Cselkó.

## Carriera
Con l'Ungheria ha disputato due edizioni dei Campionati europei (1954, 1956).